# Johann Herbst (Maler)
 Johann Herbst  (* 1691; † 1761 in Uetersen) war ein deutscher Kunst- und Kirchenmaler.

## Leben

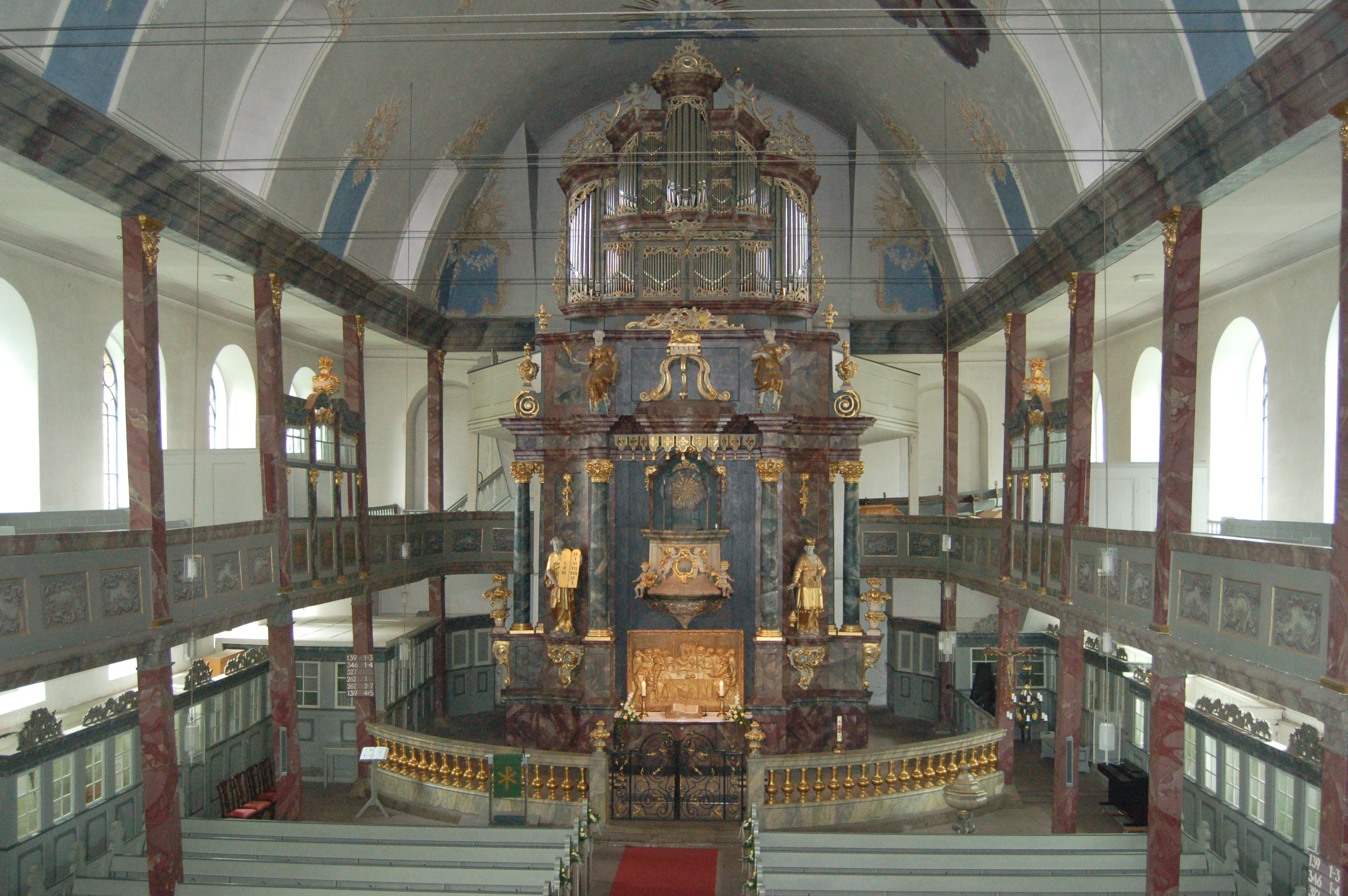
Die Altarwand mit den Rokoko-Ornamenten der Emporen und der Logen in der Klosterkirche Uetersen

Johann Herbst wurde 1691 vermutlich in Uetersen geboren und erlernte die Rocaillen- und Schattenmalerei. Er war auch als Porträtmaler unter anderen in der hanseatischen Gesellschaft Hamburgs tätig. Zu seinen bekanntesten Werken im Hamburger Raum gehört die Bemalung, Verzierung und Vergoldung mit Blattgold der Altarwand und der Balustrade sowie die Rokoko-Ornamente der Emporenbrüstung und der Logen der Uetersener Klosterkirche. Dieser Altar wurde von dem Hamburger Bildhauer Johann Georg Engert geschaffen und der Entwurf stammt vom Landbaumeister Otto Johann Müller. Weitere, weithin sichtbare Arbeiten sind die Verzierungen und Vergoldungen der Turmspitzen und des Außenkreuzes der Klosterkirche.
Eine weitere, nicht sicher nachgewiesene Arbeit befindet sich im Eiswirth’sches Haus in Uetersen.